# Duntzenheim
Duntzenheim település Franciaországban, Bas-Rhin megyében. Lakosainak száma 656 fő (2022. január 1.). Duntzenheim Ingenheim, Gougenheim, Hohfrankenheim, Rohr, Saessolsheim, Wingersheim-les-Quatre-Bans és Hochfelden községekkel határos.

## Népesség
A település népességének változása:
| Lakosok száma | 621  | 630  | 639  | 643  | 645  | 656  | 656  | 656  | 656  |
|               | 2013 | 2015 | 2016 | 2017 | 2018 | 2019 | 2020 | 2021 | 2022 |